# Opius dimensus
Opius dimensus är en stekelart som beskrevs av Fischer 1964. Opius dimensus ingår i släktet Opius och familjen bracksteklar. Inga underarter finns listade i Catalogue of Life.